# At Action Park
At Action Park es el primer LP de la banda estadounidense de post-hardcore Shellac. Fue lanzado en 1994, bajo Touch and Go Records. Contrario a los rumores, el nombre del álbum no tiene nada que ver con el Action Park de Nueva Jersey, un parque que cerró en 1996 debido a numerosas fatalidades relacionadas con el parque; el baterista de Shellac, Todd Trainer, inventó el nombre del álbum porque "sonaba cool".

## Empaquetado
El lanzamiento venía en una manga doblada y hecha a mano, que es mencionada como uni-pak style album jacket. La parte interior muestra un dibujo con cuatro micrófonos, junto a un dibujo del ficticio Action Park en un lado, y un alargado texto llamado Resuscitation from apparent death by electric shock ("Resucitación de aparente muerte por shock eléctrico", en inglés) en el otro. Este texto fue encontrado en un viejo libro sobre electrónica de Bob Weston, bajista de la banda. El vinilo tenía inscripciones que decían "Fumar es tan natural como respirar. Lo han estado haciendo desde antes que naciera... Lo cual es una lástima, porque lo podía haber inventado yo - Todd Stanford Trainer, 1994" (Todd Trainer es el baterista de Shellac).

## Lista de canciones
Todas las canciones escritas por Shellac.
1. "My Black Ass"
2. "Pull the Cup"
3. "The Admiral"
4. "Crow"
5. "Song of the Minerals"
6. "A Minute"
7. "The Idea of North"
8. "Dog and Pony Show"
9. "Boche's Dick"
10. "Il Porno Star"

## Créditos
Shellac:
- Steve Albini - guitarra, voz ("velocidad")
- Robert S. Weston IV - bajo, voz ("masa")
- Todd Trainer - batería ("tiempo")

Empleados:
- John Loder - conductor
- Iain Burgess - chef
- Peter Diemel - café
- Corey Rusk - pirotecnia